# Vanília
A vanília a kosborfélék (Orchidaceae) családjába tartozó Vanilla nemzetségnek, illetve a nemzetségbe tartozó néhány faj termése a vanília „bab” fűszerként használható fel. Erre a célra elsősorban a Vanilla planifolia fajt termesztik, de felhasználható a Vanilla pompona és a Vanilla tahitiensis is. A mintegy száz növényfajból csupán ezt a hármat termesztik aromája miatt. A nemzetséget Charles Plumier határozta meg 1754-ben, Johann Sebastian Müller munkásságát felhasználva. A vanília szó a spanyol vaina (tok, hüvely) kicsinyítőképzős változata, jelentése tehát egyszerűen tokocska, hüvelyecske. Az elnevezés a toktermés alakjára és jellegére utal, amelynek nem sok köze van a pillangósvirágúak hüvelyterméséhez, amely az igazi babot adja.

## Megjelenése
A Vanilla planifolia más növényekre felkúszó növény, eredeti hazája Mexikó, ahol már Amerika felfedezése előtti időkben a kakaó ízesítésére használták. 1-2 év alatt fordul termőre, bár virágot 6 hónaposan is hoz. Eredeti élőhelyén egyetlen méhfaj egyedei tudják beporozni a virágot, ezért sokáig csak Mexikóból exportálták, és ritkaságnak számított. Elterjedéséhez a növény mesterséges megtermékenyítésének 1841-es felfedezése kellett. Világszerte még ma is a Réunion szigetén élt Edmond Albius módszerét alkalmazzák a beporzáskor. A virág két részét egy kis lebeny, a rostellum választja el egymástól. A munkások egyik ujjukkal lenyomják a növény bibéjét és porzóját, majd egy fa pálcikával nyitva tartják a rostellumot, amíg elvégzik a beporzást. 
Félérett állapotban szüretelik a termést, amikor zöldes, vagy éppen sárgulni kezd. A leszedett termést először hőkezelik, szárítják, majd 8 hónapig dobozokban érlelik. 10-22 centis a termése. 14 centinél nagyobbakat értékesítik mivel minél nagyobb annál ízesebb és jobb minőségű. A különlegesen jó minőségű rudakon még az apró, fehér, tűhegyes vanília kristályok is kiütnek.
A fűszer (Vanillae fructus) 10–20 cm hosszú és 3–10 mm vastag toktermés. Fénylő felületű, hosszanti irányban ráncos, gyakran fehér vanília kristályok kiütnek rajta. A vanília a sáfrányt követően a második legdrágább fűszer a világon.
Minőségét aromája, színe, hajlékonysága jellemzi. Magas nedvtartalmú növény, csak kiszáradás után válik törékennyé. Ilyenkor már kevéssé értékes. Vanillint, illatanyagot, vanillinsavat, zsírt, gyantát tartalmaz.
A világ legnagyobb vaníliatermelője Madagaszkár, amely az összes vaníliatermelés mintegy 80 százalékát adja. Rajta kívül Indonézia, Mexikó, a Comore-szigetek és Réunion rendelkezik még jelentősebb vaníliatermeléssel.

## Felhasználása
Felhasználható sütemények, kompótok, fagylaltok, krémek és általában édes ételek, likőrök, édes levesek, mártások ízesítésére. Az étellel együtt főzzük, teljesen ártalmatlan fűszer, ezért gyomor-, epe-, és veseproblémákkal küszködők is nyugodtan használhatják.
Az alábbi formákban beszerezhető:
- Vaníliarúd. Ez maga a toktermés. Ha az étel csak enyhe ízesítést kíván, egészben belefőzhető, majd újrafelhasználható. Intenzívebb ízesítéshez (például pudingok, krémek) hosszába ketté kell vágni a rudat, ki kell kaparni a belül található apró magokat, majd mind a héjat, mint a magokat az ételhez kell adni (a főzés végén érdemes a héjat eltávolítani).
- Vaníliakivonat. Előállításához alkoholos folyadékban főzik a vaníliarudakat. A főzés legvégén érdemes az ételhez adni, különben hajlamos elpárologni. Az étel íze nagyon hasonló kivonattal készítve, mint vaníliarúddal, de az oldóanyag enyhe alkoholos íze érezhető marad bizonyos ételekben.
- Vaníliáscukor. Legegyszerűbb előállítási módja, hogy vaníliarudakat, vagy az elhasznált héjakat a cukorban hosszasan pihentetjük. Íze kevésbé komplex, mint a kivonat vagy a rúd íze.

1 zacskó (9 g) vaníliáscukor kb. 1-2 teáskanál kivonattal vagy 2-4 centi vaníliarúddal helyettesíthető.

## Képek
- Vanília (Vanilla planifolia) virágzata
- Fára kúszó vanília növény
- A zöld vanília termés
- Szárított és érlelt Bourbon vanília
- Vanília kivonat